# Вологжанинов, Иван Юрьевич
Иван Юрьевич Вологжанинов (род. 7 апреля 1974, Ухта, Коми АССР) — советский и украинский хоккеист, нападающий.

## Биография
Родился в Ухте, воспитанник киевского хоккея. В сезонах 1990/91 — 1991/92 играл в высшей лиге за киевский «Сокол». На драфте НХЛ 1992 года был выбран в 11-м раунде под общим 254-м номером клубом «Виннипег Джетс». Четыре сезона отыграл в низших североамериканских лигах за команды «Летбридж Харрикейнз» (1992/93 — 1993/94), «Камлупс Блэйзерс» (1994/95, все — WHL), «Джэксонвилл Лизард Кингз», «Дейтон Бомберз», «Мобил Мистикс» (все — 1995/96, ECHL). Сезоны 1996/97 — 1997/98 провёл в петербургском СКА. Играл в низших дивизионах Швеции («Кристианстад» (1997/98) и Германии — «Ландсберг» (1998/99), «Кауфбойрен» (1999/2000). Профессиональную карьеру завершал на Украине в клубах «Сокол» Киев (2000/01 — 2001/02), «Днепр» Херсон (2003/04), «Днепровские волки» Днепропетровск (2004/05 — 2005/06).